# Stactobia algira
Stactobia algira är en nattsländeart som beskrevs av Vaillant 1951. Stactobia algira ingår i släktet Stactobia och familjen smånattsländor. Inga underarter finns listade i Catalogue of Life.